# Czaple, tỉnh Zachodniopomorskie
Czaple [ˈt͡ʂaplɛ] (tiếng Đức: Groß Zabelsberg)  là một ngôi làng thuộc khu hành chính của Gmina wieszyno, thuộc quận Koszalin, West Pomeranian Voivodeship, ở phía tây bắc Ba Lan. Nó nằm khoảng 12 kilômét (7 mi) phía đông nam Świeszyno, 18 km (11 mi) phía nam Koszalin và 129 km (80 mi) về phía đông bắc của thủ đô khu vực Szczecin.
Trước năm 1945, khu vực này là một phần của Đức. Đối với lịch sử của khu vực, xem Lịch sử của Pomerania.
Làng có dân số 53.